# Bigbig Studios
A Bigbig Studios egy brit videójáték-fejlesztő cég volt, amelyet 2001-ben alapított a Codemasters négy egykori alkalmazottja. A vállalatot az Evolution Studios anyacég segítségével alapították meg a warwickshire-i Leamington Spában. Első játékuk, a Pursuit Force után nagy népszerűségre tettek szert.
2007 szeptemberében a Sony Computer Entertainment felvásárolta mind a Bigbig Studiost és annak anyacégét, az Evolution Studiost. A Bigbig Studiost kizárólag a Sony marokkonzoljaira készülő játékok fejlesztésével bízták meg; ők készítették el a Pursuit Force-t és a MotorStorm: Arctic Edge-t PlayStation Portable, míg a Little Deviantst PlayStation Vita platformokra.
2012. január 10-én a Sony bejelentette a Bigbig Studios bezárását.

## Videójátékaik
| Év    | Cím                            | Platform(ok)                        |
| ----- | ------------------------------ | ----------------------------------- |
| 2005. | Pursuit Force                  | PlayStation Portable                |
| 2007. | Pursuit Force: Extreme Justice | PlayStation Portable                |
| 2009. | MotorStorm: Arctic Edge        | PlayStation Portable, PlayStation 2 |
| 2012. | Little Deviants                | PlayStation Vita                    |